# Dunmanway
Dunmanway (in irlandese: Dún Mánmhaí ) è una cittadina situata nella parte occidentale della contea di Cork, in Irlanda.
La sua popolazione è di oltre 1 500 abitanti. Il luogo è conosciuto per aver dato i natali a Sam Maguire, un repubblicano protestante irlandese.